# Il grande Bu!
Il grande Bu! (Boo to You Too! Winnie the Pooh) è uno speciale televisivo d'animazione di Halloween prodotto e diretto da Rob LaDuca, con protagonisti Winnie the Pooh e gli altri personaggi creati da A. A. Milne. Fu prodotto dalla Walt Disney Television Animation (con l'animazione realizzata dalla Toon City) e trasmesso sulla ABC il 25 ottobre 1996. Nel 2005 fu inserito nel film Il primo Halloween da Efelante.

## Trama
Ad Halloween, Pooh e i suoi amici sono impazienti di fare dolcetto o scherzetto. Pimpi non l'ha mai fatto, avendo sempre avuto troppa paura dell'atmosfera spaventosa di Halloween. Dopo aver costruito un imponente manichino nel tentativo di affrontare le sue paure, si unisce ai suoi amici per prepararsi al dolcetto o scherzetto. Il tentativo di Pooh di prendere il miele da un alveare fallisce e le api inseguono il gruppo nel giardino di Tappo, distruggendo alcune delle sue zucche. Quando cala la notte e incombe un temporale, Tigro parla con zelo degli orrori di Halloween, spaventando Pimpi tanto da correre a casa e barricare la porta.
Solidali con la paura di Pimpi, Pooh, Ih-Oh e Tigro decidono di evitare gli aspetti spaventosi di Halloween e organizzano invece una festa meno spaventosa, l'"Halloween che non ci sarà". Quando i tre amici in costume si presentano a casa di Pimpi, questi li scambia per un mostro e fugge. Il trio di amici scopre che Pimpi è scomparso e va a cercarlo di notte. Nel frattempo, Pimpi va alla ricerca di Pooh e degli altri, ma quando non riesce a trovare nessuno di loro, crede che siano stati tutti presi dai "Terribilanti".
Indossando ancora i loro costumi, Pooh, Ih-Oh e Tigro si fanno strada nella notte sempre più tempestosa per trovare Pimpi, ma le loro paure hanno la meglio su di loro. Il costume di Pooh rimane bloccato in un ramo di un albero e gli altri due lottano per tirarlo fuori. Sentendo le grida di aiuto di Pooh, Pimpi si imbatte sulla scena e crede che due Terribilanti stiano attaccando il suo amico. Determinato ad aiutarlo, Pimpi fa appello al suo coraggio e usa il suo manichino per salvare apparentemente Pooh. Quando il manichino crolla nel mezzo del caos che ne segue, gli altri credono che Pimpi abbia sconfitto l'apparente mostro. Lodano Pimpi per il suo coraggio e vanno tutti a fare dolcetto o scherzetto insieme.

## Personaggi e doppiatori
| Personaggio     | Doppiatore originale | Doppiatore italiano |
| --------------- | -------------------- | ------------------- |
| Ih-Oh           | Peter Cullen         | Paolo Buglioni      |
| Winnie the Pooh | Jim Cummings         | Marco Bresciani     |
| Tigro           | Jim Cummings         | Gil Baroni          |
| Pimpi           | John Fiedler         | Fabrizio Vidale     |
| De Castor       | Michael Gough        | Massimo Lodolo      |
| Narratore       | John Rhys-Davies     | Michele Kalamera    |
| Tappo           | Ken Sansom           | Valerio Ruggeri     |

## Edizioni home video
Lo speciale fu distribuito in VHS in America del Nord il 26 agosto 1997. L'edizione italiana fu invece inserita come extra nel DVD Winnie the Pooh: Fantasmagorico orsetto, uscito il 16 ottobre 2003.